# 郷ひろみデラックス
『郷ひろみデラックス』（ごうひろみデラックス）は、日本のアイドル歌手・郷ひろみが1975年6月1日にCBS・ソニーレコードから発売した1枚目のベストアルバムである。

## 内容
前作『HIROMI ON STAGE〜よろしく哀愁〜』から約6ヶ月ぶり、初のベストアルバムにして自身初の2枚組作品。今作発売を区切りにジャニーズ事務所を退所した。
デビューから3年間の間に発表された全作品を対象に選曲して収録されたベスト・セレクションとなっているが、シングルでは唯一「天使の詩」のみ未収録となった。
オリコンチャート初登場8位を獲得。デビューから6作連続トップ10入りを果たした。

## 収録曲

### Disc 1
1. 花のように 鳥のように
12thシングルの表題曲。アルバム初収録。
2. 魅力のマーチ
6thシングルの表題曲。
3. 太陽のシャワー
9thシングルのカップリング曲。アルバム初収録。
4. 愛への出発
4thシングルの表題曲。
5. 君は特別
9thシングルの表題曲。アルバム初収録。
6. 五月の恋人たち
12thシングルのカップリング曲。アルバム初収録。
7. わるい誘惑
11thシングルの表題曲。アルバム初収録。
8. 裸のビーナス
5thシングルの表題曲。
9. 夢を破らないで
3rdアルバムの収録曲。
10. モナリザの秘密
7thシングルの表題曲。既発アルバム『ひろみの部屋』には未収録だったため、今作で初収録となった。
11. セーターに愛をこめて
10thシングルのカップリング曲。アルバム初収録。
12. 逢いたい君
6thシングルのカップリング曲。

### Disc 2
1. よろしく哀愁
10thシングルの表題曲。アルバム初収録。
2. 夢をおいかけて
1stシングルのカップリング曲。
3. せのびした16才
2ndシングルのカップリング曲。
4. ふりむいた君
11thシングルのカップリング曲。アルバム初収録。
5. 悲しみをわけて
8thシングルのカップリング曲。
6. 小さな体験
2ndシングルの表題曲。
7. 男の子女の子
1stシングルの表題曲。
8. 僕たち
5thシングルのカップリング曲。
9. この愛はどうなる
7thシングルのカップリング曲。
10. 愛の教室
1stアルバムの収録曲。
11. 不思議な子
4thシングルのカップリング曲。
12. 花とみつばち
8thシングルの表題曲。

## タイアップ
- NET系列ドラマ『ちょっとしあわせ』主題歌 (Disc2#1)